# Fuchs (Adelsgeschlecht)

Stammwappen derer von Fuchs

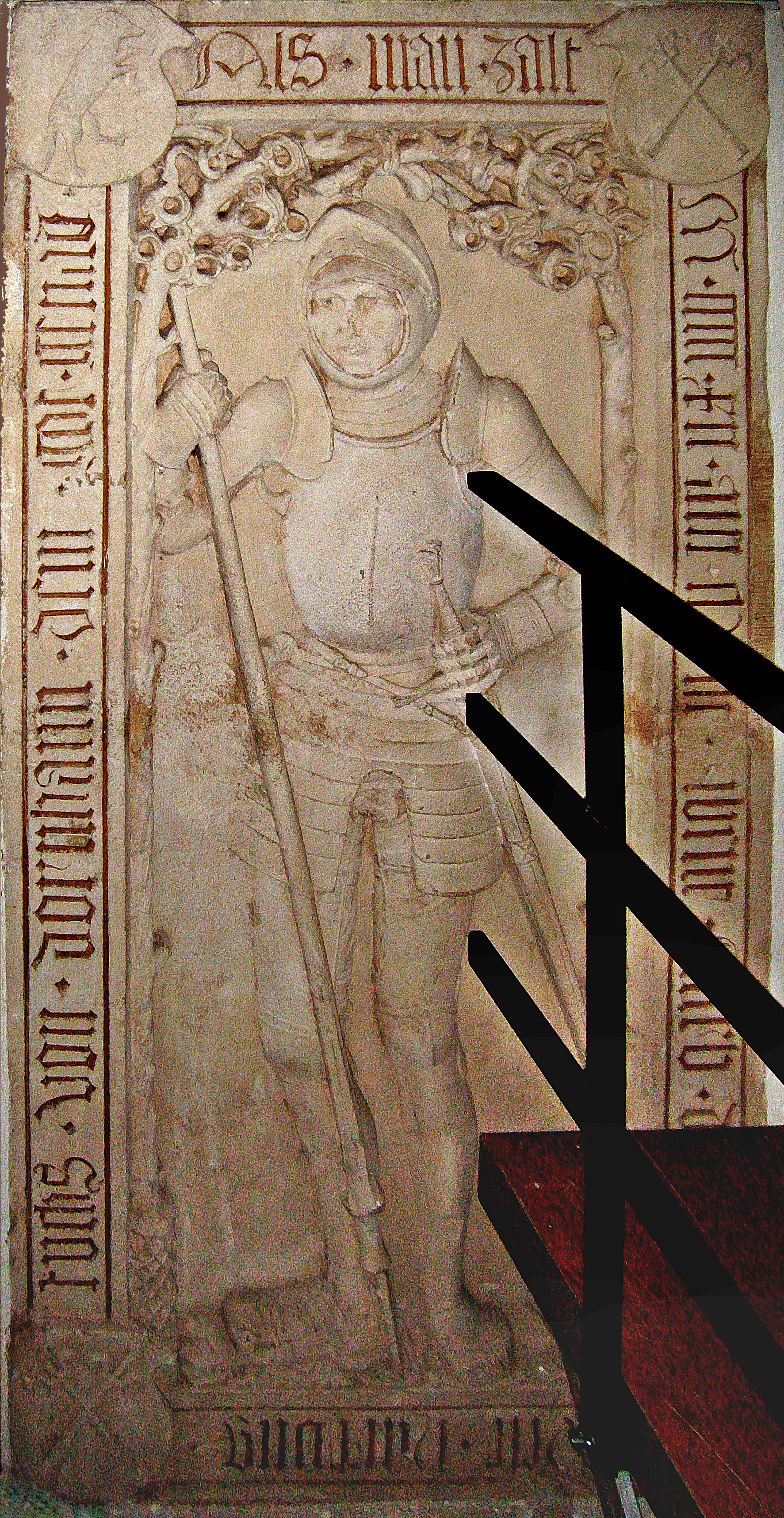
Hartung Fuchs von Dornheim († 1512), Hofmeister des Fürstbischofs von Speyer, Epitaph in der Stiftskirche (Landau in der Pfalz). Rechts oben das mütterliche Wappen der Herren von Venningen

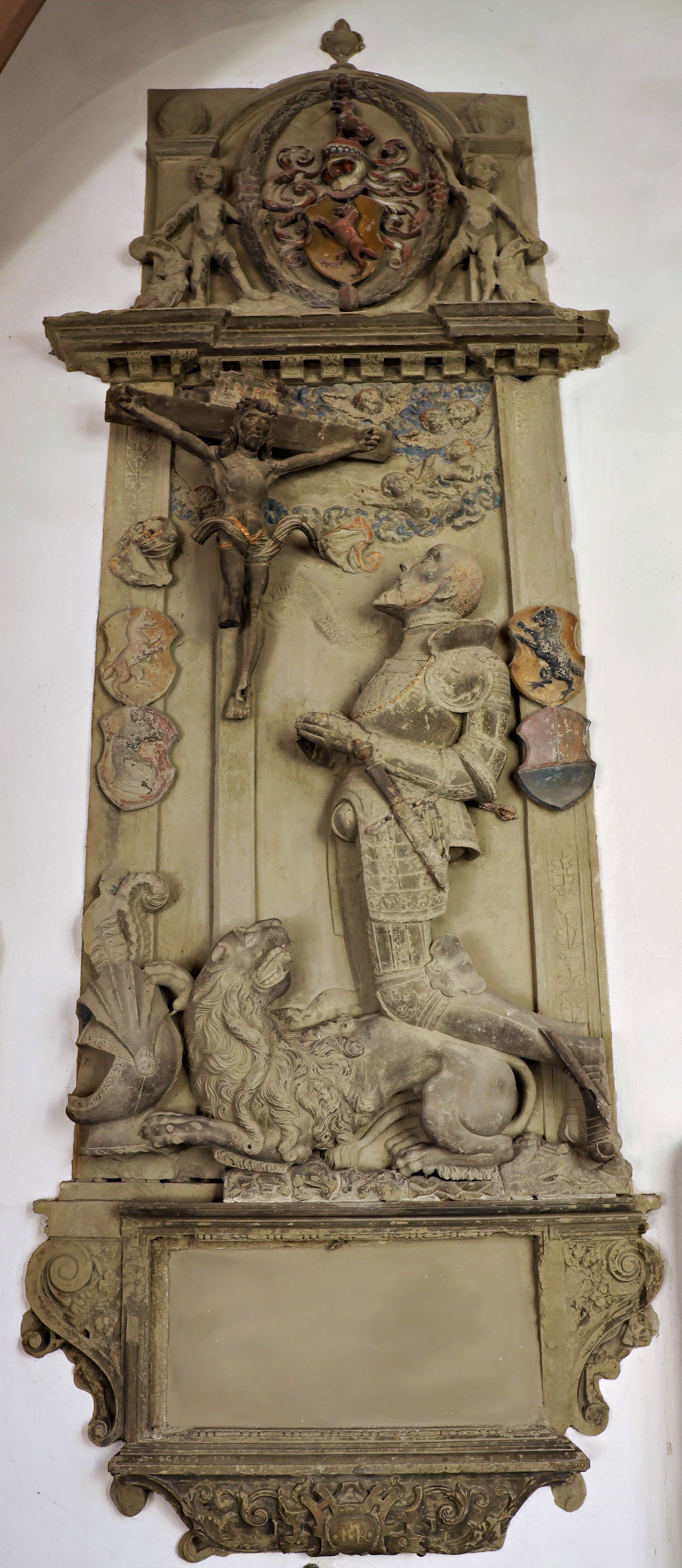
Epitaph für Jakob Fuchs von Wonfurt im Kreuzgang des Würzburger Doms. Er starb als Begleiter des Fürstbischofs Melchior Zobel von Giebelstadt am 15. April 1558 bei einem Attentat.

Die Fuchs sind ein altes fränkisches Adelsgeschlecht, das zahlreiche Linien ausgebildet hat und
1218 mit dem Fuchs von Stockheim und 1220 mit „Albertus Vulpes“ (Fuchs) erstmals urkundlich genannt wurde. Bei Biedermann wird die Familie bis 1293 zurückgeführt.

## Geschichte

Grabmal der Anastasia Fuchs von Rügheim in der Kirche zu Aschbach, rechts oben das Wappen der Förtsch von Thurnau

Die Fuchs wurden am Beginn des 13. Jahrhunderts erstmals in Urkunden als Ministeriale genannt. Die frühesten Besitzungen befinden sich alle im Umkreis des Schwanbergs im Landkreis Kitzingen. Schon gegen Ende des Jahrhunderts spaltete sich das Geschlecht in viele Linien auf, die ältesten sind die Linien zu Stockheim, Suntheim und Dornheim. Die Fuchs von Kannenberg sind vermutlich anderen Stammes.
Die Fuchs standen im Dienst der Hochstifte Würzburg und Bamberg sowie der Grafen von Henneberg und der Markgrafen von Ansbach. Sie hatten zahlreiche weltliche und kirchliche Ämter inne, so gab es etwa zwei Bamberger Bischöfe und 27 Domherren.
In einer Urkunde vom 9. November 1699 wurde der würzburgische Oberst Reinhold Fuchs und dessen älterer Bruder Christoph Ernst in den Reichsfreiherrenstand erhoben und die Wappenvereinigung mit dem erloschenen Geschlecht der Herren von Rosenberg auf Stetten und Waldmannshoffen bestätigt.
Christoph Ernst Fuchs von Bimbach und Dornheim (1664–1719) wurde 1705 durch Kaiser Joseph I. in den Reichsgrafenstand erhoben. Er war würzburgischer Geheimer Rat, Obrist, Kämmerer, kaiserlicher wirklicher Geheimer Rat und Gesandter im Niedersächsischen Kreis. Er heiratete 1710 Karoline von Mollard, die spätere Obersthofmeisterin Kaiserin Maria Theresias. Aus der Ehe gingen zwei Töchter hervor, so dass die gräfliche Linie der Familie von Fuchs bereits mit ihnen wieder erlosch (Information zu weiblichen Nachkommen siehe auch: Štěkeň).
Die männliche Linie der Fuchs von Bimbach erlosch mit Dietrich (Dieter) Julius Freiherr Fuchs von Bimbach (* 24. Oktober 1913 in Bamberg; † 30. August 1987). Seine Enkelin Stephanie Fuchs von Bimbach (* 9. September 1972) führt den Namen jedoch in weiblicher Linie weiter. Das Schloss Burgreppach erbte Monica von Deuster-Fuchs von Bimbach und Dornheim.
Die Linien der Fuchs benannten sich jeweils nach ihren Wohnsitzen.
- Fuchs von Bimbach († 1987), katholische Linie
- Fuchs von Bimbach († 1743) gräfliche Linie
- Fuchs von Burgpreppach (alter Name: Breitbach) († 16. Jahrhundert)[5]
- Fuchs von Dornheim
- Fuchs von Lemnitz
- Fuchs von Rügheim[6]
- Fuchs von Schneeberg (Schneiberg)
- Fuchs von Schweinshaupten (1408–1651)
- Fuchs von Stockheim (1220–?)[7]
- Fuchs von Wallburg und Gleisenau († 1704), evangelische Linie
- Fuchs von Wonfurt (1330–1593)[8]

## Bekannte Familienmitglieder
- Andreas Fuchs von Wonfurt († 1377), Abt von Kloster Theres
- Ritter Dietrich Fuchs von Wallburg, Mitbegründer der Haßfurter Ritterkapelle (vor 1405)[9]
- Georg Fuchs von Schweinshaupten (?-ca. 1484), 1465–1463 Hofmeister beim Fürstbischof von Würzburg
- Hartung Fuchs von Dornheim († 1512), Hofmeister und Diplomat im Dienst der Fürstbischöfe von Speyer. Epitaph in der Stiftskirche (Landau in der Pfalz) erhalten.
- Jakob Fuchs von Wallburg, ab 1515 Bamberger Domherr, Reisegefährte von Ulrich von Hutten[10]
- Johann Fuchs von Bimbach († 1. März 1523), Wallfahrt ins Heilige Land. Domcustos in Würzburg, Propst zu St. Stephan in Bamberg. Grabdenkmal in der Kirche Obere Pfarre.
- Thomas Fuchs von Wallburg zu Schneeberg († 2. Dezember 1526), Reichshauptmann in Regensburg
- Hans Fuchs von Wallburg zu Schneeberg († 1553), Reichshauptmann in Regensburg und Pfleger in Cham
- Jakob Fuchs von Wonfurt oder auch von Rügheim († 15. April 1558), Domherr und fürstbischöfliche Kämmerer zu Würzburg, starb als Begleiter des Fürstbischofs Melchior Zobel von Giebelstadt am 15. April 1558 bei einem Attentat.[11]
- Kilian Fuchs von Schweinshaupten (ca. 1511–1577), Domherr zu Würzburg 1535–1541; dann Konvertit
- Johann Fuchs von Bimbach († 1562), Domkapitular zu Bamberg und Würzburg, Propst zu St. Stephan in Bamberg
- Georg IV. Fuchs von Rügheim (* 1519; † 1561), Bischof von Bamberg (1554–1561)
- Johann Georg II. Fuchs von Dornheim (1586–1633), Fürstbischof von Bamberg, Gegenreformator, Hexenverfolger („Hexenbrenner“)

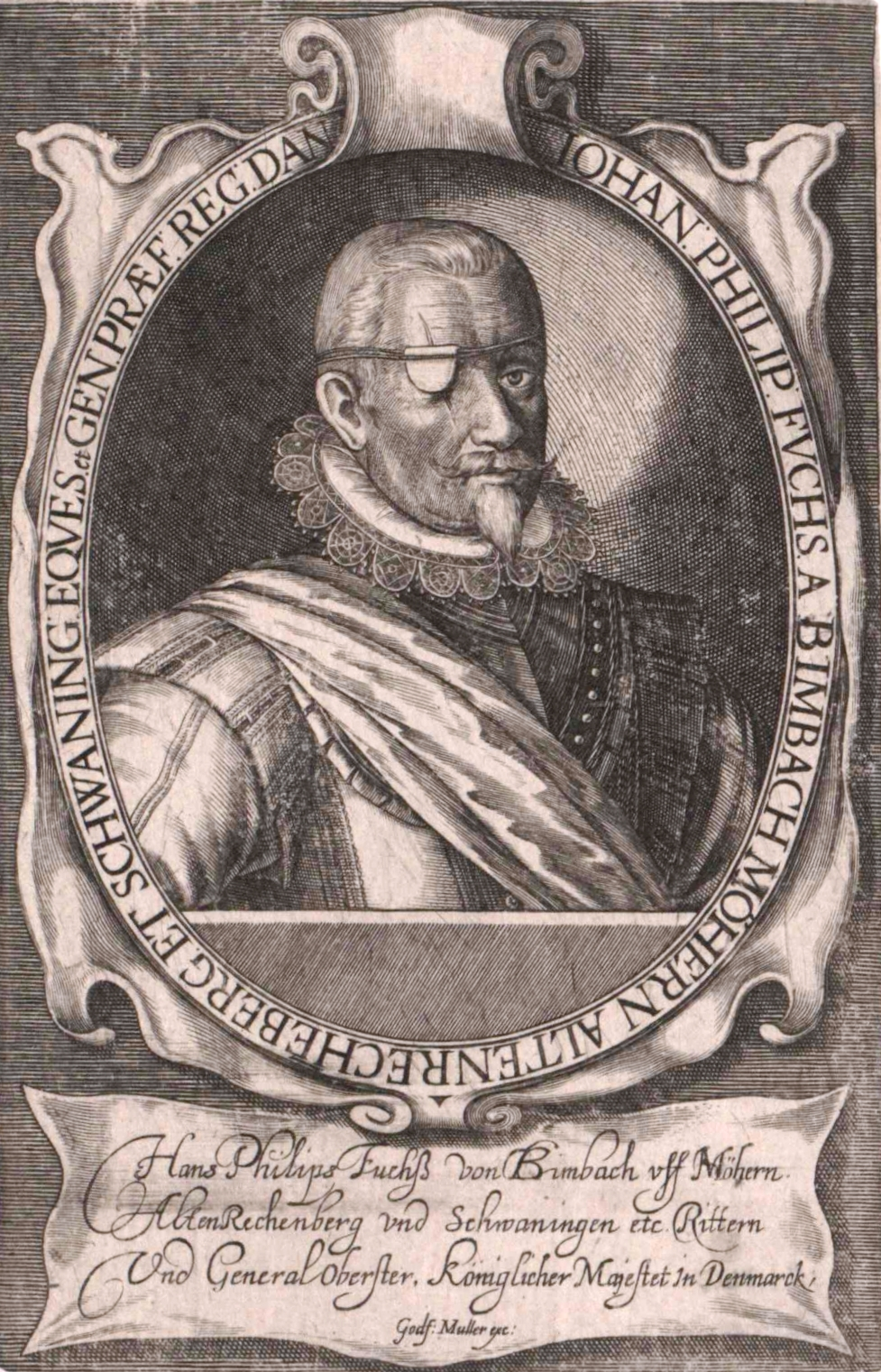
Johann Philipp Fuchs von Bimbach

- Hans Philipp Fuchs von Bimbach (* 1567(?); † 27. August 1626 in der Schlacht bei Lutter), Kriegsobrist und Geheimrat, Erbauer von Schloss Unterschwaningen, dänischer General unter Christian IV. von Dänemark
- Johann Philipp Fuchs von Dornheim (1646–1727), Dompropst im Bistum Würzburg
- Endres Fuchs von Bimbach (Andreas Fuchs von Bimbach), Hochfürstlich Pfalz-Neuburgischer Statthalter zu Neuburg und Pfleger Graisbach
- Hans Friedrich Fuchs von Wallburg (1596–1641), Landmarschall der Oberpfalz. Während der Gegenreformation wurde er von Herzog Maximilian I. von Bayern aus der Oberpfalz vertrieben.
- Eitel Heinrich Fuchs von Bimbach zu Gleisenau (1624–1674), Ritterhauptmann des fränkischen Ritterkantons Baunach. Bestattet und Grabepitaph erhalten in der Evang. Pfarrkirche zu Burgpreppach.
- Christoph Ernst Graf Fuchs von Bimbach (1664–1719), Stifter der gräflichen Linie. Würzburgischer Geheimer Rat, Obrister und Kämmerer, Kaiserlich wirklicher geheimer Rat und Gesandter im Niedersächsischen Kreis. Durch Kaiser Joseph 1705 in den Grafenstand erhoben. Bestattet wurde er in Altona.
- Ludwig Reinhold Fuchs von Bimbach zu Gleisenau (1666–1704), würzburgischer Generalmajor und Obrister, gefallen in der Schlacht bei Rain am Lech. Bestattet und Grabepitaph erhalten in der evangelischen Pfarrkirche zu Burgpreppach.
- Reinhold Fuchs von Bimbach und Dornheim (1845–1903), bayerischer Generalleutnant, Präses der preußischen Artillerieprüfungskommission
- Ludwig Fuchs von Bimbach und Dornheim (1833–1900), 1895–1900 Regierungspräsident von Niederbayern

## Besitzungen (Auszug)
- Schloss Burgpreppach

### Ehemals im Besitz (Auszug)

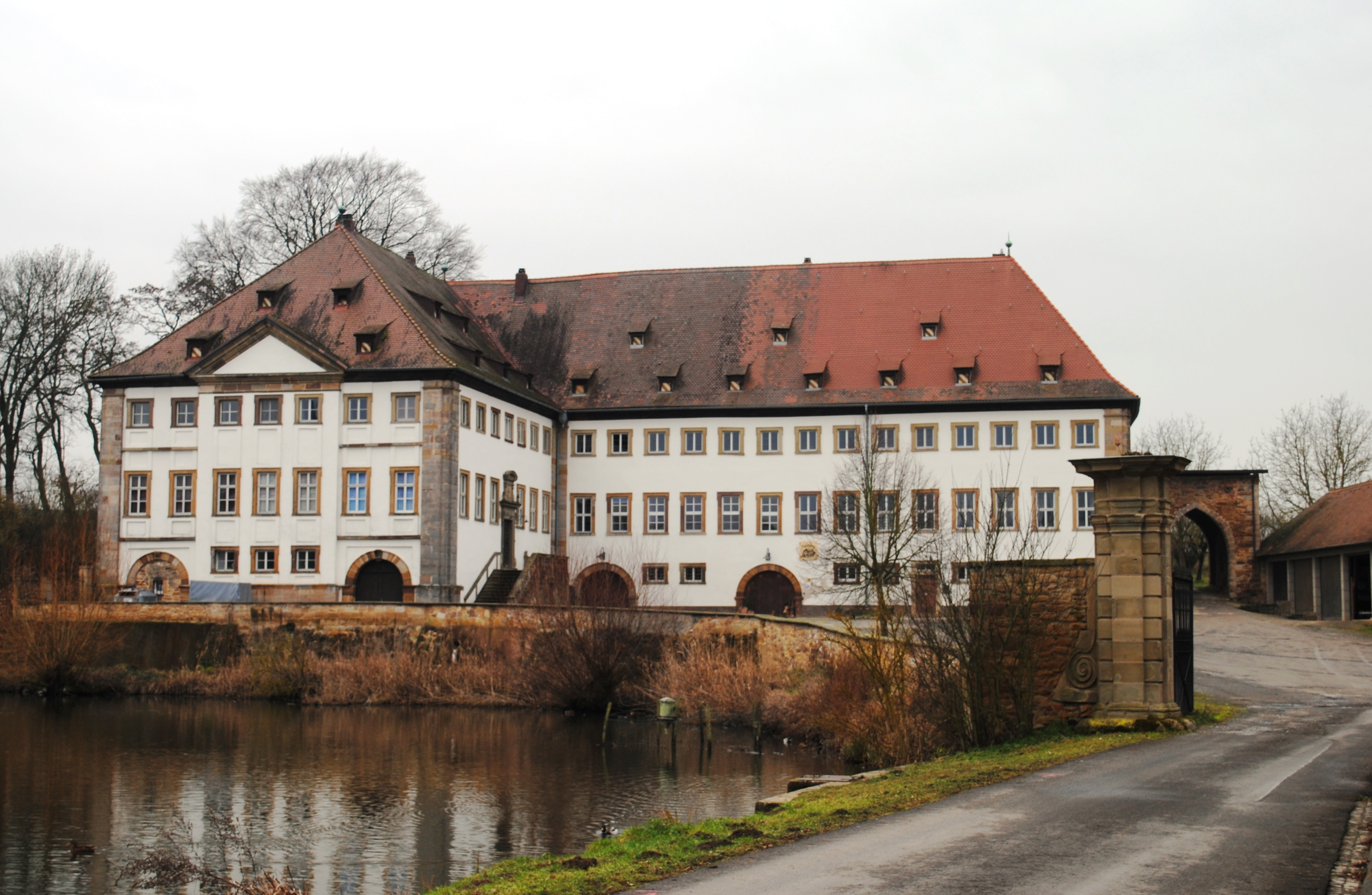
Schloss Bimbach, von Anfang des 15. Jh. bis 1970 im Besitz der Familie

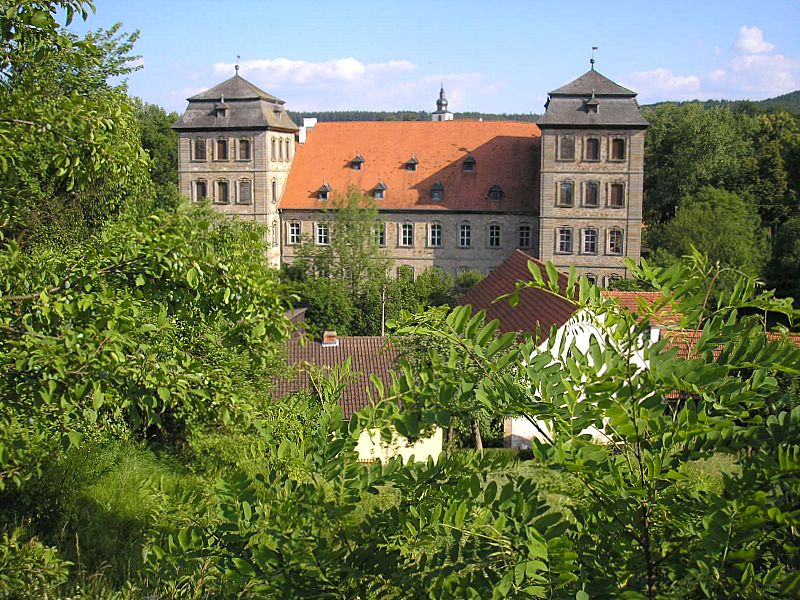
Schloss Burgpreppach, seit 1544 bis heute im Besitz der Familie

- Besitz in Abtswind (Fuchs von Bimbach) 1525–????[12]
- Schloss Albersdorf bei Ebern (Fuchs von Gleisenau)
- Schloss Bibergau in Bibergau (Fuchs von Bimbach)[13]
- Schloss Bimbach (Anfang 15. Jh. bis 1970)
- Schloss Burgpreppach (alter Name: Breitbach) (Fuchs von Burgpreppach / Bimbach) 1544 bis heute[14]
- Schloss Cronheim bei Gunzenhausen Cronheim (Johann Philipp Fuchs von Bimbach zu Möhren) 1617–1626[15]
- Dornheim bei Iphofen (Fuchs von Dornheim) 1547–1676
- Besitzungen in Ebelsbach und Stettfeld ????–1767
- Schloss Fröhstockheim (Fuchs von Stockheim) 1220–????
- Schloss Gereuth (Grafen Fuchs von Bimbach) 1703–1705
- Gleisenau / Schloss Gleisenau (Fuchs von Wallburg Gleisenau) 1465–1767[16]
- Schloss Hausen (Fuchs von Bimbach)
- Schloss Kirchlauter (Fuchs von Schweinshaupten) 1476–1511
- Burg Neidenfels (Fuchs von Dornheim)
- Schloss Neusath (Fuchs von Lemnitz)[17]
- Schloss Neuses am Sand bei Prichsenstadt (Fuchs von Bimbach zu Neues am Sand) ????–1634[18]
- Obereisenheim (Fuchs von Bimbach) 1447–1472[19]
- Burg Ränkam bei Furth im Wald
- Schloss Schweinshaupten (Fuchs von Schweinshaupten) 1408–1651
- Seibersdorf / Schloss Seibersdorf (Grafen Fuchs von Bimbach) 1709–1715[20]
- Besitzungen in Stettfeld und Ebelsbach ????–1767
- Schloss Unterhohenried
- Unterschwaningen / Schloss Unterschwaningen 1603–1630
- Wallburg bei Eltmann (Fuchs von Wallburg) 1363–1477
- Winklarn (Oberpfalz) (Fuchs von Wallburg)
- Schloss Wiesentheid (Fuchs von Dornheim) 1547–1676[21]
- Schloss Wonfurt (Fuchs von Wonfurt) 1330–1593
- Schloss Zeilitzheim (Fuchs von Bimbach) 16. Jh.-1640[22]

## Wappen
Das Stammwappen zeigt in Gold einen springenden roten Fuchs. Auf dem Helm mit rot-goldenen Decken ein gestulpter roter Hut, auf dem ein Fuchs sitzt.

### Gebessertes Wappen der Fuchs von Bimbach
Geviert 1 und 4 in Gold ein springender roter Fuchs, 2 und 3 geteilt und 5-mal von Rot und Silber gespalten. Zwei Helme; auf dem rechten mit rot-goldenen Decken ein gestulpter roter Hut, auf dem ein Fuchs sitzt, auf dem linken mit rot-silbernen Decken eine rote Rose zwischen einem rechts roten, links silbernen Schwanenhalse. Schildhalter: 2 widersehende goldene Greife.

### Gebessertes Wappen des Fürstbischofs Georg IV. Fuchs von Rügheim
Geviert 1 und 4 in Gold ein schwarzer Löwe rotgezungt und rotbewehrt, darüber ein silberner Schrägrechtsfaden, Bistum Bamberg,
2 und 3 in Gold ein springender roter oder natürlicher Fuchs. Stammwappen der Fuchs von Rügheim.

### Historische Wappenbilder

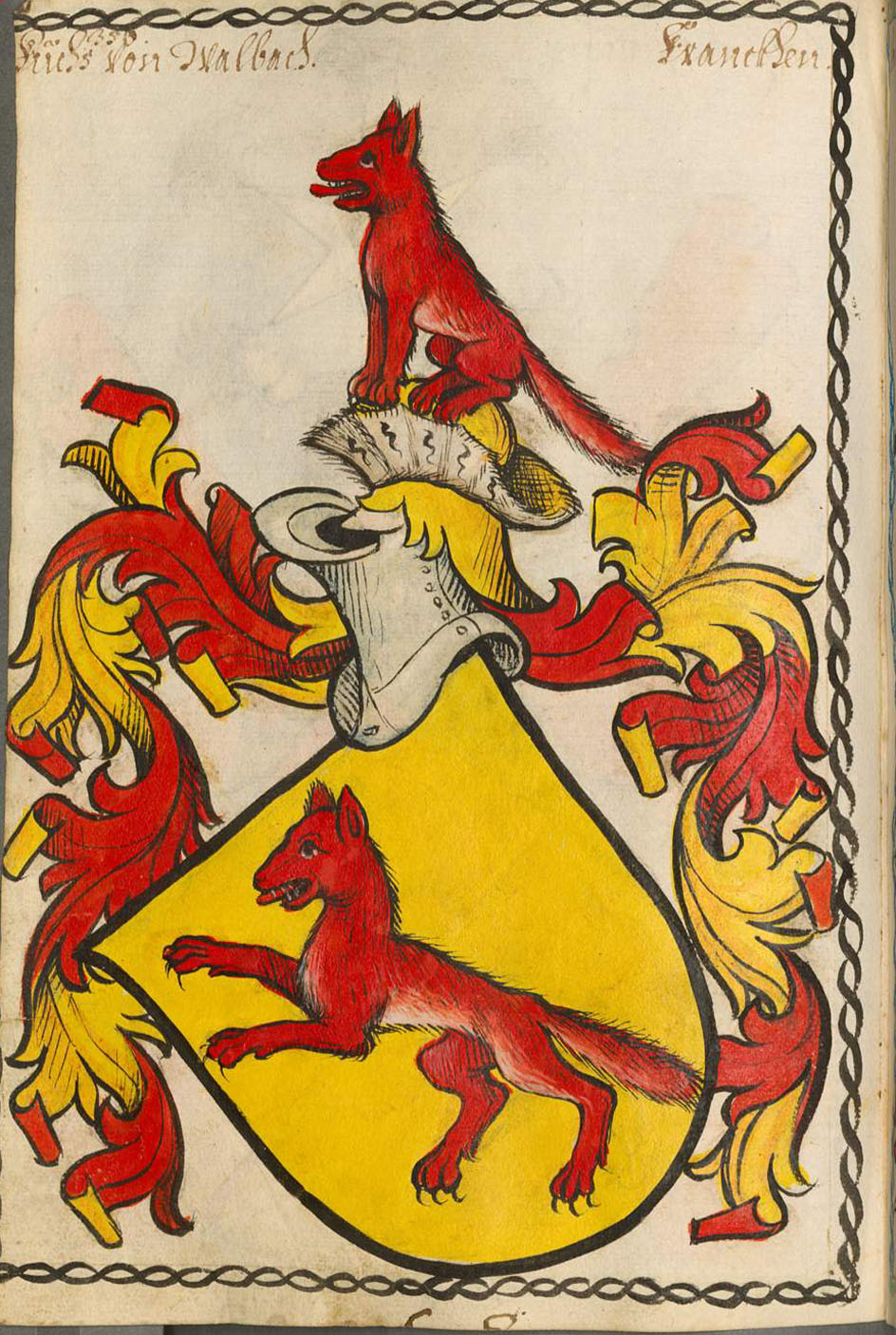
Fuchs von Walbach
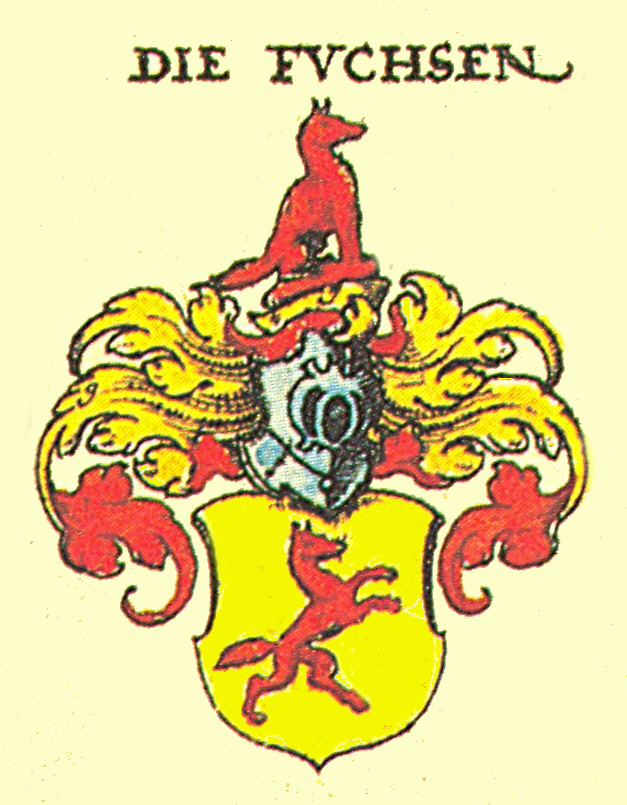
Stammwappen der Fuchs nach Siebmacher
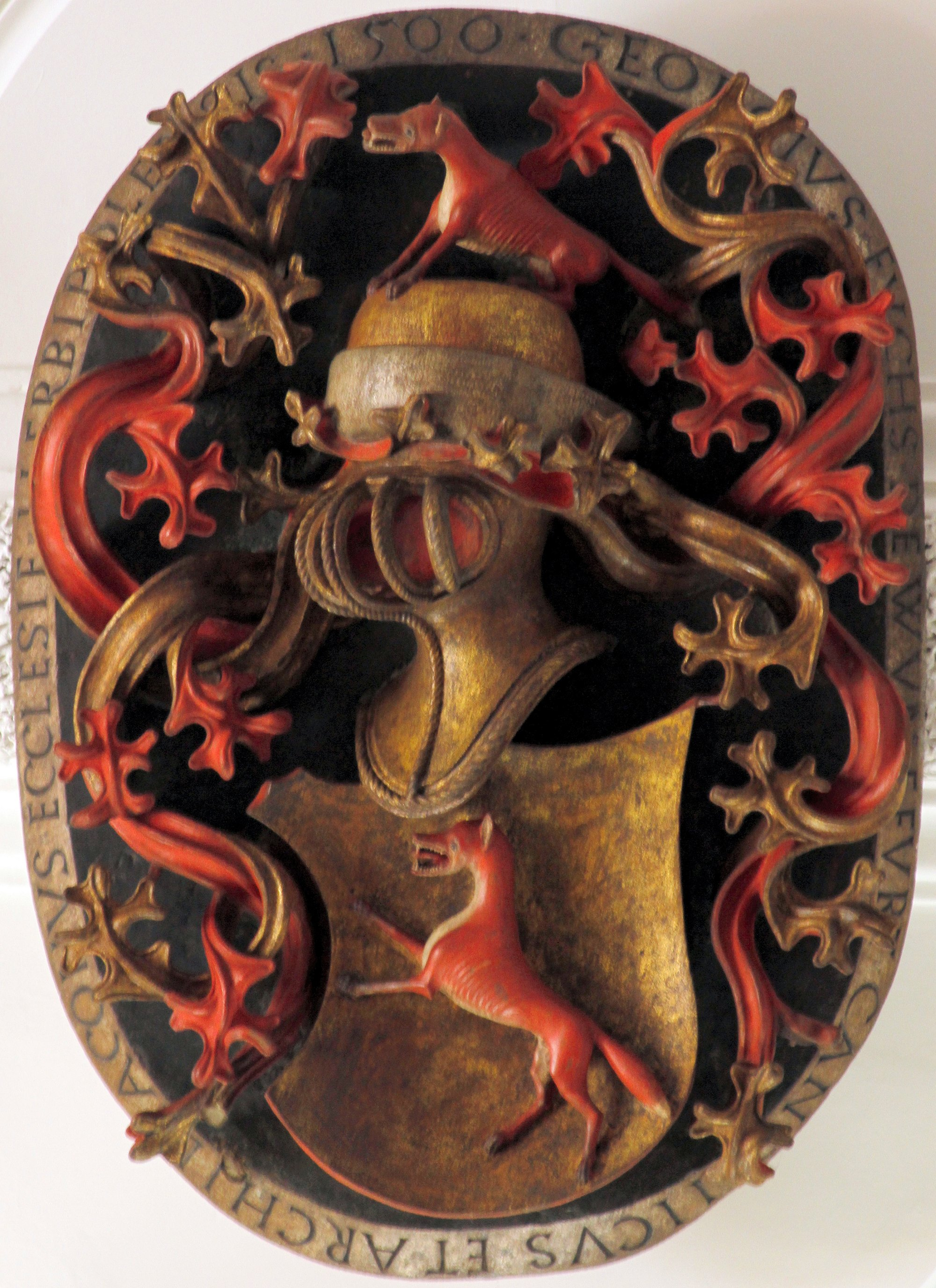
Wappenstein des Domherrn Georg Fuchs von Wonfurt (1500), Kiliansdom, Würzburg
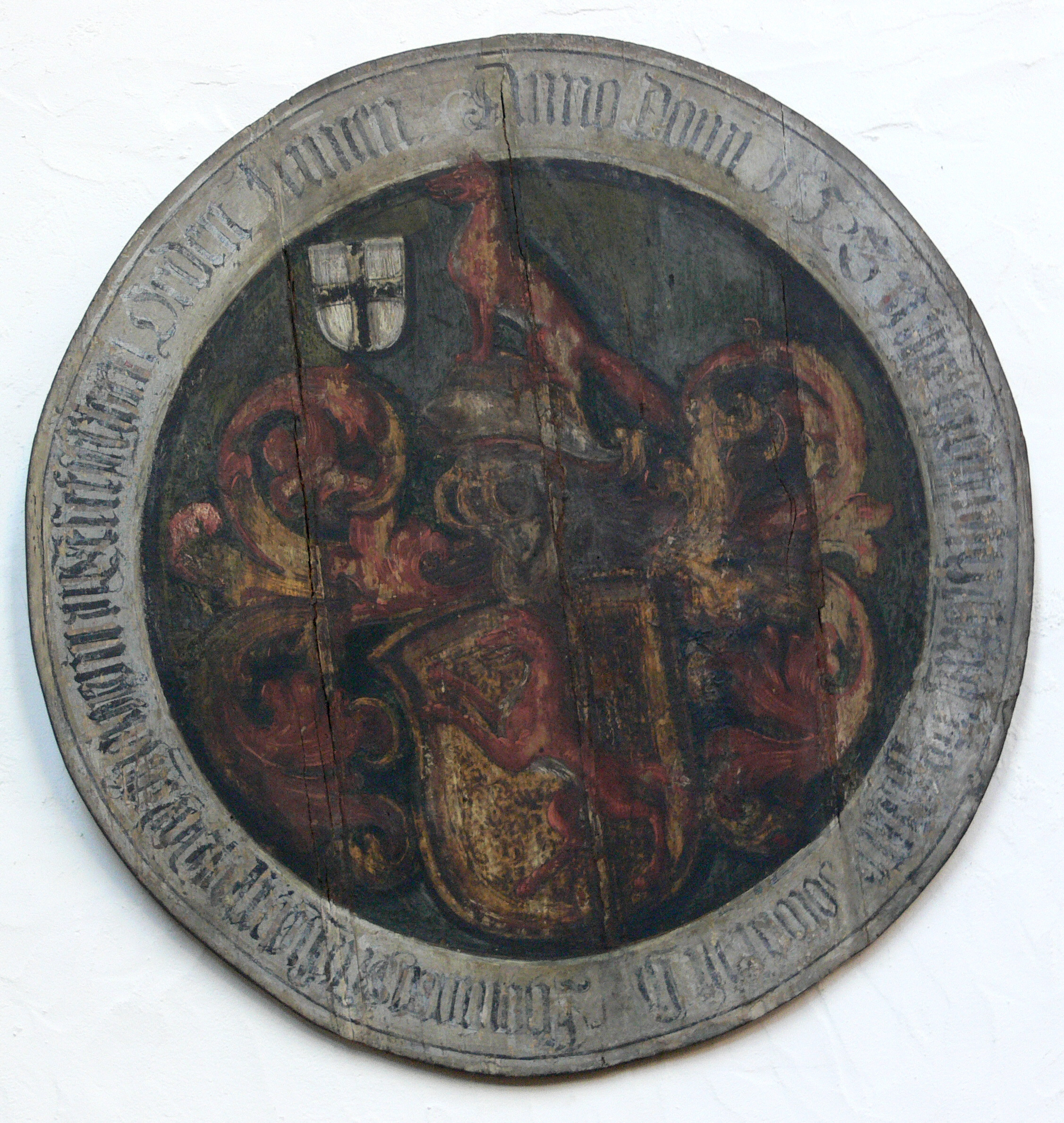
Totenschild eines Fuchs Ritter des Deutschordens (1523), St. Jakob, Nürnberg